# DNCE
DNCE là một ban nhạc pop Mỹ. Nhóm bao gồm các thành viên Joe Jonas, Jack Lawless, Cole Whittle, và JinJoo Lee. Nhóm ký hợp đồng với Republic Records, hãng đĩa phát hành đĩa đơn đầu tay của họ "Cake by the Ocean" năm 2015. Ca khúc đạt thành công ở nhiều quốc gia, đạt vị trí thứ 9 trên bảng xếp hạng Billboard Hot 100 của Hoa Kỳ. EP đầu tay của nhóm SWAAY (2015) đều nhận định chung tích cực sau khi phát hành.

## Danh sách đĩa nhạc
- DNCE (2016)

## Phim ảnh
| Năm  | Tựa đề       | Vai                           | Ghi chú                  |
| ---- | ------------ | ----------------------------- | ------------------------ |
| 2016 | Grease: Live | Johnny Casino và nhà Gamblers | Tập truyền hình đặc biệt |

## Lưu diễn
Vai trò chính
- The Greatest Tour Ever Tour (2015-2016)[2]
- DNCE in Concert (2017)
- DNCE GOGO SAIKO Japan Tour (2017)

Mở màn
- Revival Tour (Selena Gomez) (2016)[3]
- 24K Magic World Tour (Bruno Mars) (2017-2018)